# Musikermedizin
Die Musikermedizin befasst sich mit physischen und mentalen Erkrankungen und Beschwerden von Musikern (Musikerkrankheiten).
Gelegentlich wird die Musikermedizin auch mit dem mehrdeutigen Begriff Musikmedizin benannt, der aber auch für verschiedene Formen der Musiktherapie verwendet wird. Der verwandte Forschungsbereich der Musikphysiologie befasst sich mit der Erforschung der physiologischen Grundlagen des Musizierens und der Prophylaxe von typischen Musikerkrankheiten. Bei dem oft synonym verwendeten Begriff der Musikergesundheit geht es vor allem um die Gesunderhaltung und das Wohlbefinden des Musikers sowie um vorbeugende Maßnahmen. Dazu gehören neben ausreichend Bewegung durch geeignete Sportarten auch gesunde Ernährung und genügend Schlaf.
Auch psychische Probleme wie Lampenfieber befinden sich im Fokus der Forscher, die sich mit Musikermedizin beschäftigen.

## Forschung und Wissenschaft
Bereits 1832 erschien der Ärztliche Ratgeber für Musiktreibende von Karl Sundelin. Um die Jahrhundertwende veröffentlichte Adolf Steinhausen (1859–1910) verschiedene musikmedizinische Abhandlungen. In den 1920er-Jahren schrieb Julius Flesch über die Berufskrankheiten des Musikers (Flesch, Celle 1925). Der Nervenarzt Kurt Singer veröffentlichte 1926 das Buch Berufskrankheiten der Musiker, er lehrte ab 1923 an der Hochschule für Musik „Hanns Eisler“ Berlin. Nach ihm wurde das Kurt-Singer-Institut für Musikermedizin in Berlin (Universität der Künste und Musikhochschule Hanns Eisler) benannt, dessen Leitung heute Alexander Schmidt hat. Weitere musikermedizinische Einrichtungen sind das im Jahr 1974 von Christoph Wagner gegründete „Institut für Musikphysiologie und Musikermedizin“ (IMMM) der Hochschule für Musik, Theater und Medien Hannover  seit 1994 geleitet von Eckart Altenmüller sowie das 2005 gegründete Freiburger Institut für Musikermedizin geleitet von Claudia Spahn und  Bernhard Richter.
In der DDR wurde in der Arbeitsmedizinischen Beratungsstelle der Theater und Orchester in Berlin im Fachgebiet geforscht und therapiert.
Weitere Institute oder Abteilungen für Musikphysiologie und Musikermedizin befinden sich u. a. an den Musikhochschulen Weimar, Leipzig, Dresden und Frankfurt sowie am Universitätsklinikum Düsseldorf und am Klinikums rechts der Isar der Technischen Universität München.
1994 wurde  die Deutsche Gesellschaft für Musikphysiologie und Musikermedizin gegründet, die jedes Jahr einen Kongress ausrichtet. Auch in der Schweiz, Österreich (Österreichische Gesellschaft für Musik und Medizin), Frankreich, Großbritannien, den Niederlanden, USA und Neuseeland haben sich seit den 1990er Jahren entsprechende Verbände etabliert.

## Typische Erkrankungen
Besonders häufig treten Überlastungs- und vorzeitige Verschleißerscheinungen der Muskeln, Sehnen und Gelenke vorwiegend der Arme und besonders der Hände auf. Von den 264.000 angestellten Berufsmusikern, die 2006 in den USA tätig waren, litten je nach gespieltem Instrument 50–76 % an berufsbezogenen muskuloskeletalen Beschwerden, wobei Frauen deutlich häufiger betroffen waren (70 % versus 52 %). Am häufigsten treten die Beschwerden in der dritten und vierten Lebensdekade auf. Risikofaktoren sind eine allgemeine Überbeweglichkeit (Hyperlaxizität) der Gelenke, plötzlich vermehrtes und intensiviertes Üben, Wechsel des Übungsleiters/Dirigenten, Stress, schlechte Haltung und schlechte Führung des Instruments.
Typische Erkrankungen sind:
- Sehnenansatz-Überlastung (Enthesiopathie) besonders an Unterarm und Hand
- Sehnenscheidenentzündung (Tendovaginitis) und Sehnenreizung (Tendinitis)
- Nervenkompressionssyndrom (wie das Karpaltunnelsyndrom oder das Ulnarisrinnensyndrom)
- Fokale Dystonie mit spastischen unkontrollierten Muskelkontraktionen
- Arthrose vorwiegend des Daumensattelgelenks (Rhizarthrose), der Handwurzel, der Fingerendgelenke (Heberden-Arthrose) sowie der Fingergrundgelenke
- Engpasssyndrom der oberen Thoraxapertur (Thoracic-outlet-Syndrom)
- Tinnitus
- Lärmschwerhörigkeit
- Lampenfieber

Manche Erkrankungen sind typisch für bestimmte Instrumente. So wird berichtet, dass das längere, regelmäßig wiederholte Spielen eines Instrumentes wie der Geige, der Bratsche oder Blasinstrumenten mit Veränderungen im Bereich der Zähne, der Mundhöhle, der Kiefer und des Gesichtes einhergehen kann.
Orchestermitglieder sind in engen und oft abgeschlossenen Orchestergräben dicht platziert und hohen Schallpegeln ausgesetzt. Durch die räumlichen Verhältnisse gelangt teilweise nicht genügend Schall zum Publikum, weshalb oftmals ein lauteres Spielen oder eine elektronische Verstärkung erforderlich ist. Zudem ist orchestrale Musik im Laufe der letzten Jahrhunderte immer lauter geworden.
Musikinstrumente können Schalldruckpegel erzeugen, die zu dauerhaften Gehörschäden wie Hörverlust und Tinnitus führen können. Durch Lärm induzierte Hörschäden beim Musizieren entstehen schleichend und meist unbemerkt über viele Jahre. Musizierende mit Hörstörungen müssen sich im Orchester stärker konzentrieren. Die erhöhte Konzentration, verbunden mit einer Verunsicherung bei der Intonation und verminderter Präzision beim Einsatz, erleben viele als zusätzlichen Stress. Schon eine leichtere Innenohrschwerhörigkeit (evtl. zusammen mit einem Tinnitus) kann im Einzelfall die Ausübung des Berufs einschränken.

## Prävention und Therapie
Prävention bildet den Schwerpunkt der musikermedizinischen Arbeit. Das heißt, Musiker sollen über Vorbeugungsmöglichkeiten aufgeklärt werden. Ergonomie (sowohl eine optimale Anpassung des Instruments an den Körper mit entsprechenden Hilfsmitteln sowie gute Stühle), geeignete Sportarten und das Wissen um die physiologischen und anatomischen Grundlagen des Musizierens sind wichtige Bausteine in der Prävention von Erkrankungen des Bewegungsapparates. Auch gesunde Ernährung und ausreichend Schlaf ermöglichen leistungsfähigeres Musizieren.
Zusätzlich können Entspannungstechniken hilfreich sein. Hierzu zählen Progressive Muskelentspannung nach Jacobsen, Autogenes Training, Meditation aber auch Taichi chuan und Qigong. Darüber hinaus sind Bewegungslehrmethoden wie Eutonie, Alexander-Technik, Feldenkrais, Dispokinesis oder Funktionelle Bewegungslehre besonders geeignet, um Fehlhaltungen und Fehlbewegungen zu erkennen und zu verändern. Diese Techniken spielen nicht nur bei der Prävention eine wichtige Rolle, sondern können auch bereits vorhandene Störungen reduzieren oder ganz beseitigen. Als weitere Therapieform kommt die Osteopathie zur Anwendung.
Die Medizin ist (Stand: 2023) nicht in der Lage Gehörschäden zu heilen. Viele Musiker sind über die gesundheitlichen Risiken des Musizierens wie Gehörschäden nicht aufgeklärt. Gemäß der Lärm- und Vibrations-Arbeitsschutzverordnung (LärmVibrationsArbSchV) müssen die Beschäftigten vor Gehör gefährdendem Schall geschützt werden. Im Musikerberuf werden aber oft mehrere Tätigkeiten ausgeübt wie etwa Einzelüben oder Unterrichten, von deren Belastung für die Betroffenen der Arbeitgeber häufig keine genaue Kenntnis hat. Für diese Fälle gibt es ein Auswahlprogramm als Hilfe bei der Ermittlung der Belastung und zur Auswahl des Gehörschutzes. Da die Lärmexposition von einem Arbeitstag zum anderen erheblich schwanken kann, verwendet die Software aus praktischen Gründen den Wochen-Lärmexpositionspegel.